# Flohzirkus

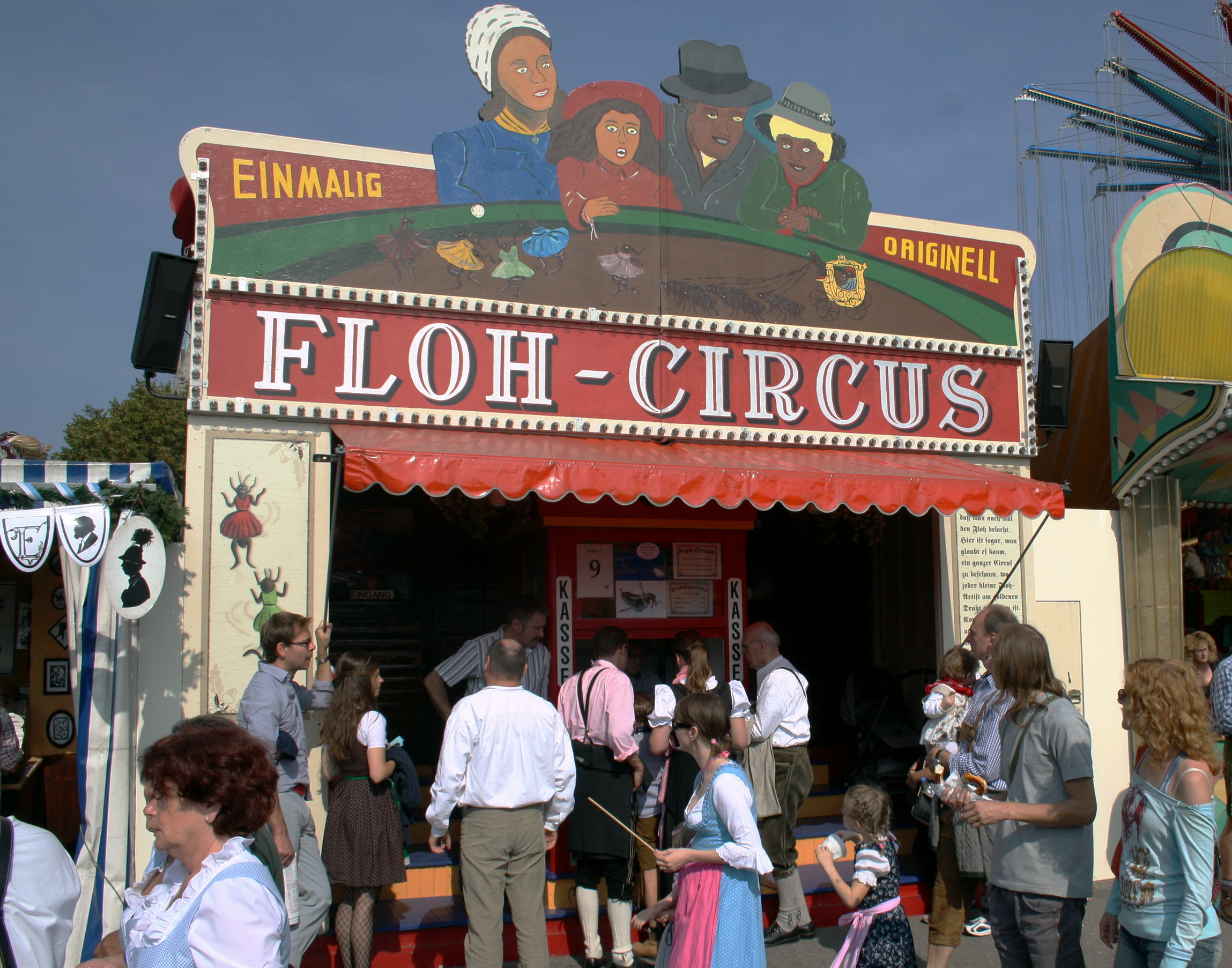
Flohzirkus auf dem Münchner Oktoberfest

Ein Flohzirkus ist eine Jahrmarktsattraktion, bei der Flöhe kleine Kutschen oder Karussells bewegen, Bälle in Tore schießen und ähnliche Kunststücke vorführen. Aufgrund der geringen Größe der Tiere und der zugehörigen Bühne kann ein ganzer Flohzirkus in einem Handkoffer untergebracht werden.

## Flohzirkus

### Orte
Schausteller mit Flohzirkus gehörten früher zum Standardprogramm von Jahrmärkten und Volksfesten. Heute gibt es nur noch sehr wenige, u. a. den Flohcircus Birk, der seit Mitte des 19. Jahrhunderts besteht und seit 1948 auf dem Münchner Oktoberfest auftritt. Peter Mathes, der den Flohzirkus bis 1972 leitete, arbeitete beim Film Der Tod des Flohzirkusdirektors (1973) von Thomas Koerfer mit. Marco Assmann war mit seinem Flohzirkus (Marco Assmann’s Floh Circus) regelmäßiger Gast in TV-Shows und Dokumentationen.

### Flöhe
Da Flöhe nicht dressiert werden können, müssen sie durch Beobachtung in sogenannte Springer und Läufer geteilt werden, die dann die verschiedenen Kunststücke vollführen. Die Läufer werden mit einem feinen Silberfaden z. B. an eine Kutsche gebunden. Springer taugen als Torschützen, da sie, geschickt auf eine kleine Kugel gesetzt, diese beim Sprungversuch von sich schleudern.
Geeignet für einen Flohzirkus sind Hunde- und Katzenflöhe sowie die Weibchen von Menschen- oder Igelflöhen – die Männchen sind zu klein.

„Bekanntlich gibt es Leute, welche durch Abrichten von Flöhen (Anspannen derselben an kleine Wägelchen usw.) sich ihren Lebensunterhalt verschaffen. Indem sie die Tiere längere Zeit in flache Döschen einsperren, wo sie sich bei Springversuchen jedes mal derb an den Kopf stoßen, gewöhnen sie ihnen diese Unart ab, und durch Ansetzen an einem ihrer Arme belohnen sie einen jeden nach der Vorstellung stets mit so viel Blut, als er trinken mag.“

### Sonstiges
- Filmmitwirkung „Der Tod des Flohzirkusdirektors“ von Thomas Koerfer 1973
- Die Redensart „einen Flohzirkus bändigen“ bedeutet „eine Schar lebhafter Kinder beaufsichtigen“ oder Vergleichbares.